# پرندگان شکارشونده بلندبوم

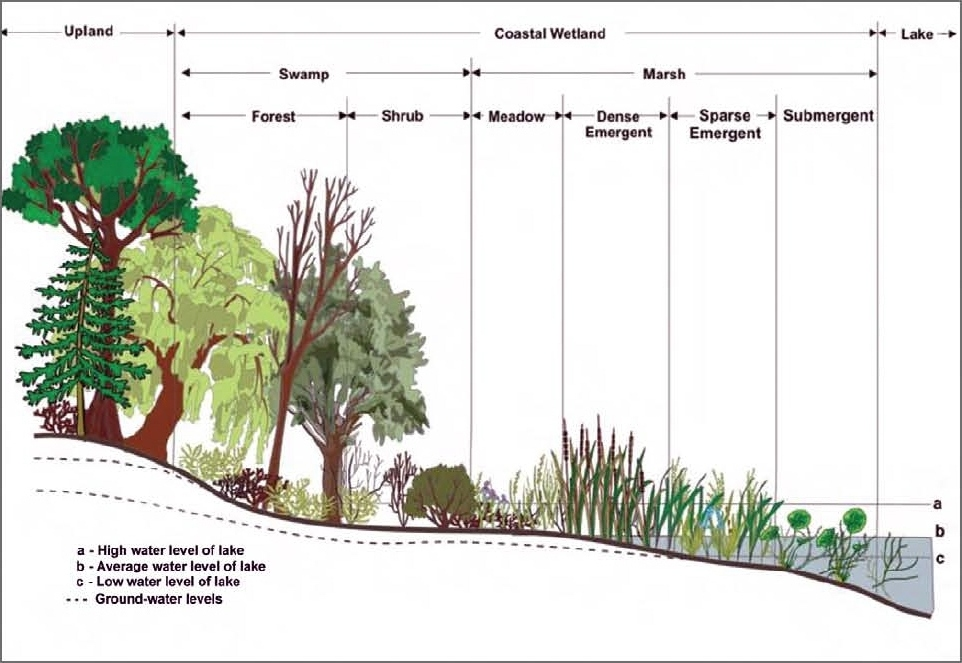
منطقه بلندبوم در برابر تالاب در برابر مناطق دریاچه‌ای

پرنده شکارشونده بلندبوم (به انگلیسی: Upland game bird) یک اصطلاح آمریکایی است که به پرندگان شکارشونده غیرآبزی در اکوسیستم‌های زمینی غنی از پوشش زمین در بالای تالاب‌ها و مناطق ساحلی (به عنوان مثال "معروف به بلندبوم") اشاره دارد که معمولاً با سگ‌های پرنده‌یاب (نژادهای اشاره‌گر، اسپانیل‌های پرشی و سگ‌های یابنده) شکار می‌شوند.